# مملكة ريوكيو
مملكة ريويكيو (باليابانية: 琉球王国 / بالأوكيناوانية: 琉球國 / بالصينية التقليدية: 琉球國 / بالصينية المبسطة: 琉球国 / الاسم الإنجليزي التاريخي: Lewchew و Luchu) هي مملكة مستقلة حكمت جزر ريوكيو من القرن الخامس عشر إلى القرن التاسع عشر. وحد ملوك ريوكيو جزيرة أوكيناوا ووسعوا مملكتهم إلى جزر أمامي (محافظة كاغوشيما في وقتنا الحالي)، وجزر ساكشيما بالقرب من تايوان. مع صغر مساحتها، إلا أن المملكة لعبت دوراً كبيراً في شبكة التجارة البحرية في شرق وجنوب شرق آسيا في القرون الوسطى.

## في الثقافة الحديثة
تتضمن لعبة يوروبا يونيفرساليس 4 الاستراتيجية إنجازاً بعنوان «ذا ثري ماونتينز» (الجبال الثلاثة) تعطى لمن يلعب كملك ريوكيو ويحتل العالم بأكمله.